# Heinrich Sohnrey

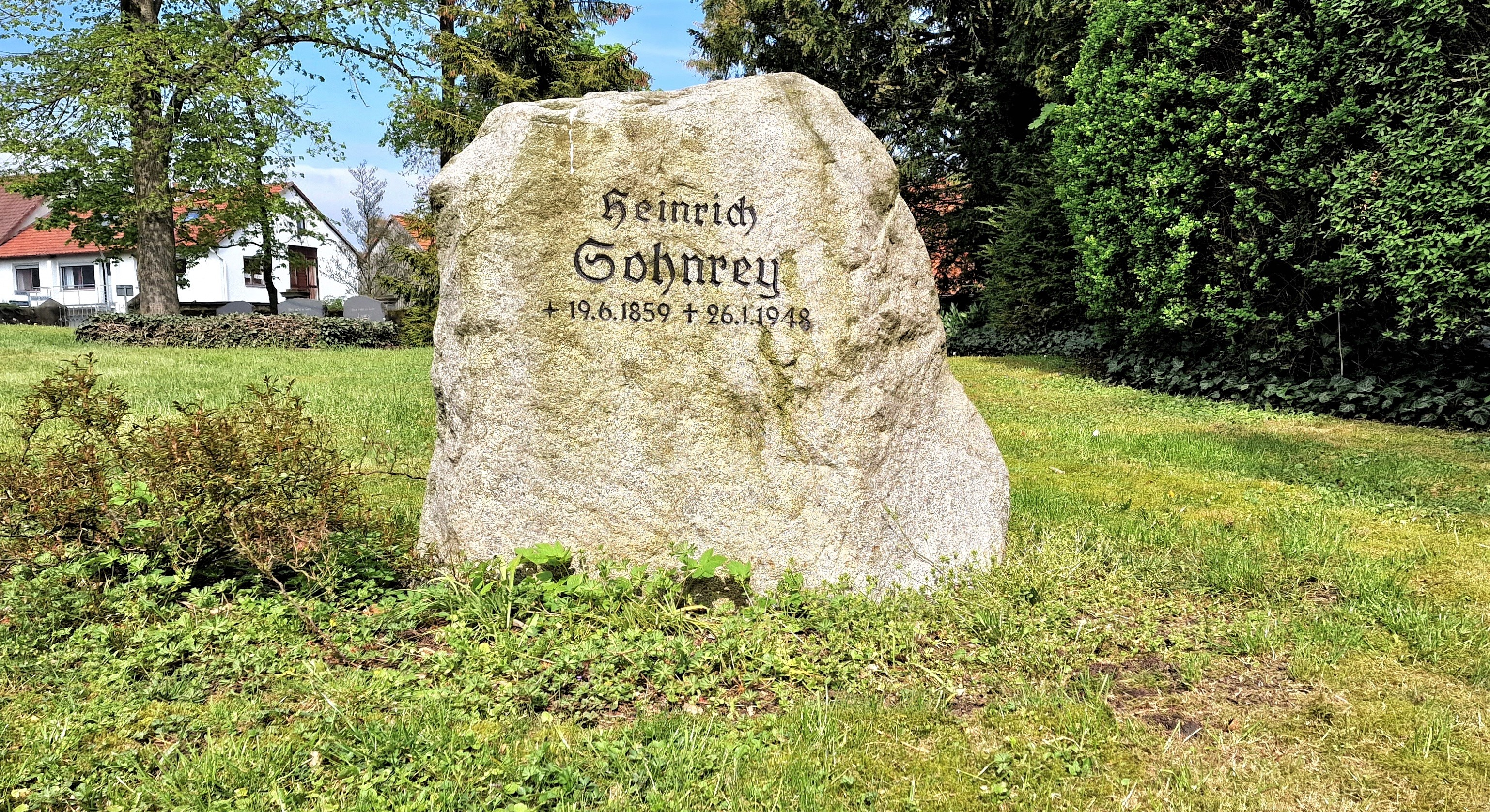
Nagrobek Heinricha Sohnreya na cmentarzu przy kościele św. Marcina w Jühnde

Heinrich Sohnrey (ur. 19 czerwca 1859 w Jühnde, zm. 26 stycznia 1948 w Neuhaus im Solling) – niemiecki pisarz, publicysta, nauczyciel i dziennikarz.

## Życiorys
Był nieślubnym dzieckiem Rosine Luise Sohnrey i barona Oskara Grote. Pochodził z rodziny rolniczej. Studiował na Uniwersytecie w Getyndze, a także w Berlinie. Zakładał dobroczynne organizacje wiejskie (np. Deutsche Verein für ländliche Wohlfahrts). Publikował na ich rzecz różnego rodzaju opracowania. W swoich powieściach czerpał z folkloru, a akcja jego utworów rozgrywała się przede wszystkim na wsi (pisał m.in. w nurcie Ostmarkenliteratur). Publikował też dramaty ludowe. Otrzymał dwa tytuły doktora honoris causa (Uniwersytet w Tybindze i Uniwersytet w Królewcu).
Jego grób znajduje się na cmentarzu przy kościele w Jühnde. Wkrótce po jego śmierci powstała Heinrich Sohnrey Society.

## Dzieła
Wybrane dzieła:
- Deutschen Sagenschatz, 1885,
- Der kleine Heinrich, 1901,
- Wie Mutter Bieber ihren Kriegsgefangenen nach Posen brachte, 1919, opowiadanie,
- Herzen der Heimat, 1920,
- Fußstapfen am Meer, 1927, powieść,
- Sanlirs in Posen, ein Ansiedlerschicksal, 1941[1].